# Лавлејди (Тексас)
Лавлејди (енгл. Lovelady) град је у америчкој савезној држави Тексас. По попису становништва из 2010. у њему је живело 649 становника.

## Демографија
Према попису становништва из 2010. у граду је живело 649 становника, што је 41 (6,7%) становника више него 2000. године.
| Група             | 2000.       | 2010.       |
| Белци             | 544 (89,5%) | 547 (84,3%) |
| Афроамериканци    | 45 (7,4%)   | 43 (6,6%)   |
| Азијати           | 0 (0,0%)    | 0 (0,0%)    |
| Хиспаноамериканци | 19 (3,1%)   | 45 (6,9%)   |
| Укупно            | 608         | 649         |